# Mount Vernon (Ohio)
Mount Vernon é uma cidade localizada no estado norte-americano de Ohio, no Condado de Knox.

## Demografia
Segundo o censo norte-americano de 2000, a sua população era de 14.375 habitantes.
Em 2006, foi estimada uma população de 15.908, um aumento de 1533 (10.7%).

## Geografia
De acordo com o United States Census Bureau tem uma área de
21,9 km², dos quais 21,8 km² cobertos por terra e 0,1 km² cobertos por água. Mount Vernon localiza-se a aproximadamente 304 m acima do nível do mar.

## Localidades na vizinhança
O diagrama seguinte representa as localidades num raio de 20 km ao redor de Mount Vernon.